# Earthworm Jim 3D
Earthworm Jim 3D est un jeu vidéo de plates-formes sorti en 1999 sur Windows et Nintendo 64. Le jeu a été développé par VIS Entertainment et édité par Interplay.
Le jeu fait partie de la série Earthworm Jim.

## Sypnosis
Alors qu'il joue de l'accordéon, Jim reçoit mystérieusement une vache sur la tête. Très mal en point, il est transféré à l'hôpital. Pour pouvoir le sauver, un Jim miniature pénètre dans son cerveau.

## Système de jeu
Jim doit parcourir quatre mondes composés de plusieurs niveaux dans lesquels il doit récupérer toutes les billes vertes et les mamelles qui sont équivalentes aux étoiles dans Super Mario 64.

## Accueil
- Nintendo Power : 6,8/10[1]
- Jeuxvideo.com : 11/20[2]